# 初期ヨーロッパ農耕民
初期ヨーロッパ農耕民(EEF)、第一ヨーロッパ農耕民 (FEF)、新石器時代ヨーロッパ農耕民、古代エーゲ海農耕民、またはアナトリア新石器時代農耕民 (ANF)は、ヨーロッパと北西アフリカ（マグレブ）に農耕をもたらした初期新石器時代の農耕民を指す。
小アジア（アナトリア）の採集狩猟民が中東・西アジアとの交流により伝わった農耕を身につけ農耕民となったのが民族の起源である。彼らは農耕地を求め、採集狩猟民がいたヨーロッパの地へ移住した。これらは近年の考古遺伝学により解明が進んだ。中東からヨーロッパへの農耕の伝播は考古学により長年研究されていた。
初期ヨーロッパ農耕民は紀元前7,000年頃から小アジア（アナトリア）から南東ヨーロッパを経由してヨーロッパに移動し、徐々に北と西に広がり、地中海沿岸を伝いイベリア半島を経由し北西アフリカに到達した。遺伝学的研究によって、初期ヨーロッパの農耕民はアナトリアの新石器時代の農耕民に少数派の西ヨーロッパ狩猟採集民（WHG）が寄与したものとしてモデル化できることが確認されており、地域差が大きい。ヨーロッパの農耕民と狩猟採集民は、地域によっては共存し、交易も行っていたが、その関係は必ずしも平和的なものではなかったことを示す証拠もある。その後4,000年ほどの間に、ヨーロッパは農耕社会へと変貌し、西ヨーロッパ狩猟採集民(WHG)は周縁へと追いやられた。
銅器時代から青銅器時代初期にかけて、西部ステップ牧畜民の祖先を持ち、おそらくインド・ヨーロッパ語を話すヤムナヤ文化の人々に関連する集団によるポントス・カスピ海草原からの新たな移住によって、初期ヨーロッパの農耕民文化は圧倒された。再び集団が混合し、初期ヨーロッパ農耕民(EEF)由来の遺伝子は現代のヨーロッパの集団に残り、特にサルデーニャ人やバスク人などの南ヨーロッパ人に顕著である。

## 概要

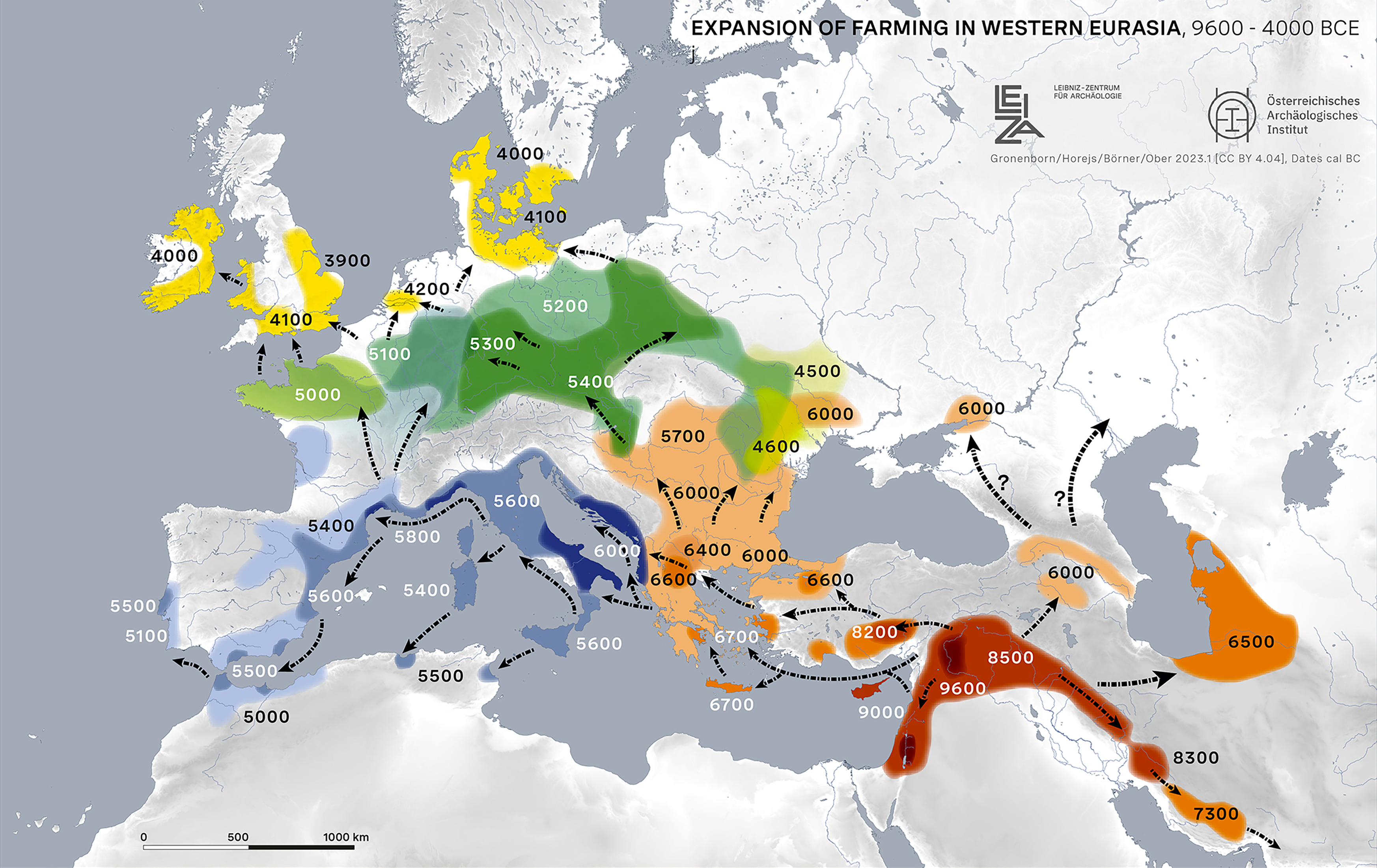
紀元前9600年から4000年の間の、南西アジアからヨーロッパ、北西アフリカへの農耕の伝播。

アナトリア新石器時代農耕民 (ANF)の集団は、その祖先のほとんどをアナトリア狩猟採集民（英語: Anatolian hunter-gatherers）（AHG）に由来し、それにわずかなイラン・コーカサスやレヴァント関連からの遺伝子の流入を伴っていたことから、農耕はこれらの狩猟採集民によってその場で採用されたものであり、人口拡散（英語: demic diffusion）によってこの地域に広まったものではないことが示唆される。アナトリア狩猟採集民(AHG)と初期ヨーロッパ農耕民(EEF)の祖先は最終氷期極大期の4万5千yaから2万6千yaの間に西ヨーロッパ狩猟採集民（WHG）から分裂し、25kyaから14kyaの間にコーカサス狩猟採集民（英語: Caucasian Hunter-Gatherer）（CHG）から分裂したと考えられている。
紀元前7千年紀のヨーロッパへの農耕の導入は、北西アナトリアから南東ヨーロッパへの人々の大移動と関連しており、その結果、地元のバルカン半島の狩猟採集民の遺伝子プールのほとんどすべて（約98％）がアナトリアの農耕民の祖先と入れ替わったことが遺伝学的研究によって証明されている。バルカン半島では初期ヨーロッパ農耕民(EEF)は2手に分かれ、彼らはさらに西のドナウ川（線帯文土器文化）あるいは西の地中海（カルディウム土器）に沿ってヨーロッパに進出していったようである。それにもかかわらず、北ヨーロッパと東ヨーロッパの大部分は初期ヨーロッパ農耕民(EEF)によって未開拓のままであった。中期新石器時代には、多くの初期ヨーロッパ農耕民EEFに由来する共同体の間で、主に男性主導で西ヨーロッパ狩猟採集民(WHG)の祖先が復活し、狩猟採集民の父系ハプログループの頻度が増加した。
EEFの中で最も一般的なY染色体ハプログループはハプログループG2aであり、E1b1やR1bも見つかっている。彼らの母系ハプログループは主にH2、I、T2を含む西ユーラシア系統で構成されていたが、中央ヨーロッパの農民のかなりの数が東アジアの母系N9aに属していた、
これは現代のヨーロッパ人にはほとんど存在しないが、東アジアでは一般的である。
銅器時代から青銅器時代初期にかけて、ヨーロッパの初期ヨーロッパ農耕(EEF)に由来する文化は、東ヨーロッパ狩猟採集民（EHG）とコーカサス狩猟採集民（CHG）の祖先をほぼ同量に持つポントス・カスピ海草原からの西部ステップ牧畜民（WSH）の相次ぐ侵略によって圧倒された。これらの移動によって、ヨーロッパにおける初期ヨーロッパ農耕民(EEF)の父系DNA系統は、ほぼ完全にWSH由来の父系DNA（主に東ヨーロッパ狩猟採集民(EHG)由来のR1bとR1aのサブクレード）に置き換わった。初期ヨーロッパ農耕民(EEF)の母方のDNA（主にハプログループN）もまた、ステップ系統に取って代わられ、大幅に入れ替わった、
このことは、ステップからの移住には男性と女性の両方が関与していたことを示唆している。
2017年の研究では、ステップの先祖を持つ青銅器時代のヨーロッパ人は、X染色体上でEEFの先祖が高く、ステップの先祖が女性よりも男性の先祖に多く受け継がれるという性バイアスがあることが示唆された。しかし、ヨシフ・ラザリディスとデイヴィッド・ライヒによる追跡研究では、この研究の結果は再現できなかった。これは著者らがサンプルの混血比率を誤って測定したことを示唆している。
初期ヨーロッパ農耕民(EEF)の祖先はヨーロッパ全土に広がっており、地中海付近の約60％（サルデーニャ島の65％がピーク）から北のスカンジナビア北部では約10％まで減少している。より最近の研究によると、現代のヨーロッパ人で最も初期ヨーロッパ農耕民(EEF)の祖先が多いのは、現代のサルデーニャ人、イタリア人、ギリシャ人、イベリア人で67％から80％以上であり、現代のヨーロッパ人で最もEEFの祖先が少ないのは、現代のフィンランド人、リトアニア人、ラトビア人で35～40％程度である。

## 形質的外観

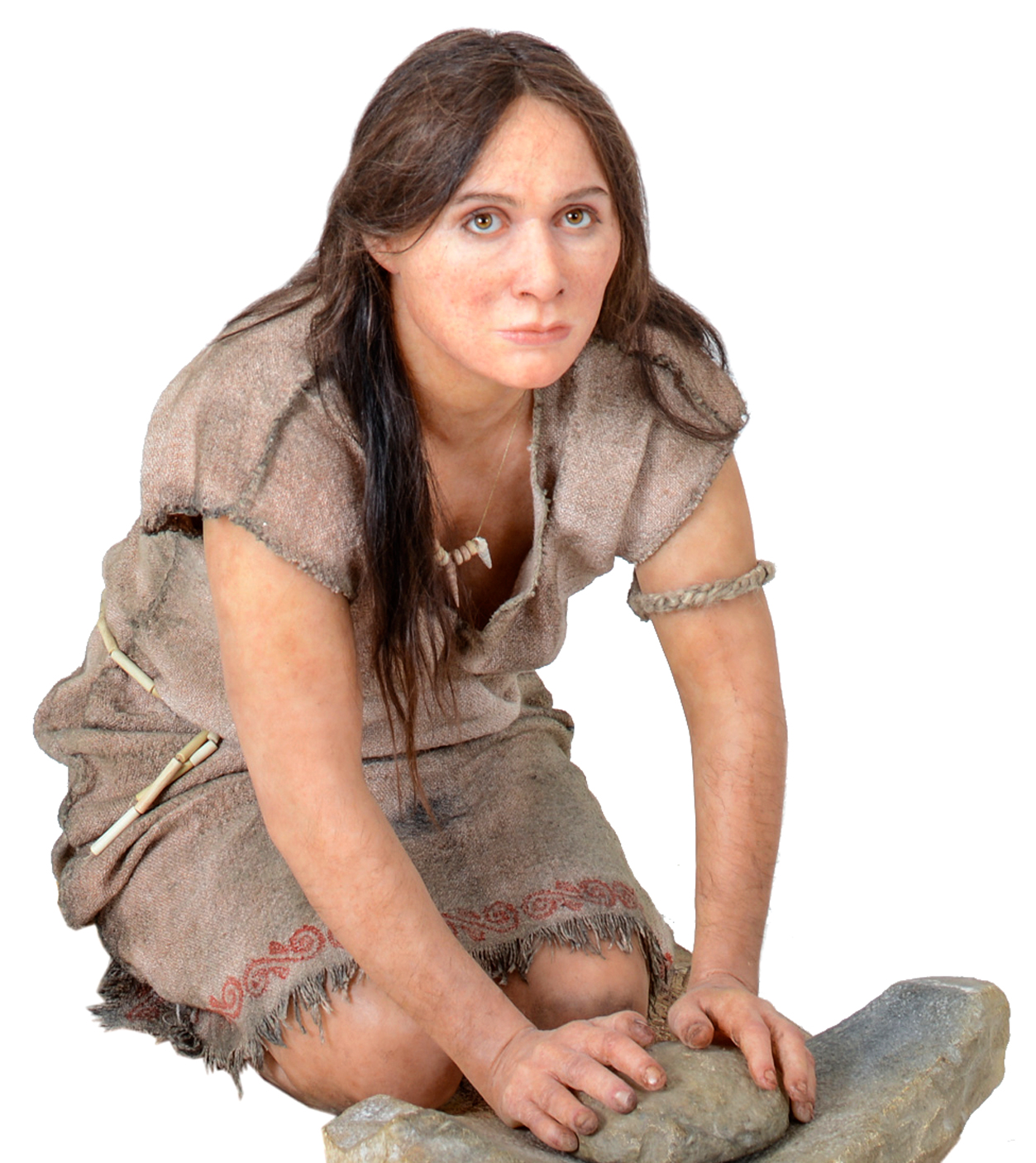
トレントの科学博物館にあるヨーロッパの新石器時代の農民の復元物。

ヨーロッパの狩猟採集民は初期ヨーロッパ農耕民(EEF)よりもはるかに高身長であり、ヨーロッパの狩猟採集民が初期ヨーロッパ農耕民(EEF)に取って代わられた結果、ヨーロッパ全体で遺伝的身長が劇的に減少した。新石器時代の後期には、おそらく狩猟採集民との混血が進んだために、ヨーロッパの農耕民の間で身長が増加した。新石器時代後期から青銅器時代にかけて、ヨーロッパでは、草原に関連した祖先を持つ民族の移動により、初期ヨーロッパ農耕民(EEF)の祖先がさらに減少し、身長のさらなる上昇と関連している。南ヨーロッパで初期ヨーロッパ農耕民(EEF)の祖先の頻度が高いことは、ステップ関連の祖先の頻度が高い北ヨーロッパ人と比べて、南ヨーロッパ人が背が低いことの一因かもしれない。
初期ヨーロッパの農民は、ほとんどが黒髪黒目で、明るい肌（英語: light skin）だったと考えられているが、現代のヨーロッパ人よりも黒いとも考えられている。ヨーロッパ中のさまざまなEEFの遺骨を調査した結果、彼らの肌の色は「中間色から淡色」であったと結論づけられた。

## さらに知りたい方のために
- Anthony, David (Spring–Summer 2019). “Archaeology, Genetics, and Language in the Steppes: A Comment on Bomhard”. Journal of Indo-European Studies 47 (1–2) 2020年1月9日閲覧。.
- Anthony, David W. (2019b). “Ancient DNA, Mating Networks, and the Anatolian Split”. In Serangeli, Matilde; Olander, Thomas. Dispersals and Diversification: Linguistic and Archaeological Perspectives on the Early Stages of Indo-European. BRILL. pp. 21–54. ISBN 978-9004416192
- González-Fortes, Gloria et al. (June 19, 2017). “Paleogenomic Evidence for Multi-generational Mixing between Neolithic Farmers and Mesolithic Hunter-Gatherers in the Lower Danube Basin”. Current Biology (Cell Press) 27 (12):  1801–1810. doi:10.1016/j.cub.2017.05.023. PMC 5483232. PMID 28552360.
- Hofmanová, Zuzana et al. (June 21, 2016). “Early farmers from across Europe directly descended from Neolithic Aegeans”. Proceedings of the National Academy of Sciences of the United States of America (National Academy of Sciences) 113 (25):  6886–6891. Bibcode: 2016PNAS..113.6886H. doi:10.1073/pnas.1523951113. PMC 4922144. PMID 27274049.
- Lazaridis, Iosif et al. (July 25, 2016). “Genomic insights into the origin of farming in the ancient Near East”. Nature (Nature Research) 536 (7617):  419–424. Bibcode: 2016Natur.536..419L. doi:10.1038/nature19310. PMC 5003663. PMID 27459054.
- Lazaridis, Iosif (December 2018). “The evolutionary history of human populations in Europe”. Current Opinion in Genetics & Development (Elsevier) 53:  21–27. arXiv:1805.01579. doi:10.1016/j.gde.2018.06.007. PMID 29960127 2020年7月15日閲覧。.
- Nikitin, Alexey G. et al. (December 20, 2019). “Interactions between earliest Linearbandkeramik farmers and central European hunter gatherers at the dawn of European Neolithization”. Scientific Reports (Nature Research) 9 (19544):  19544. Bibcode: 2019NatSR...919544N. doi:10.1038/s41598-019-56029-2. PMC 6925266. PMID 31863024.
- Outram, Alan K.; Bogaard, Amy (2019). Subsistence and Society in Prehistory: New Directions in Economic Archaeology. Cambridge University Press. doi:10.1017/9781316415177. ISBN 9781107128774
- Reich, David (2018). Who We are and how We Got Here: Ancient DNA and the New Science of the Human Past. Oxford University Press. ISBN 978-0-19-882125-0
- Shennan, Stephen (2018). The First Farmers of Europe: An Evolutionary Perspective. Cambridge World Archaeology. Cambridge University Press. doi:10.1017/9781108386029. ISBN 9781108422925